# Distrito electoral de Pinckneyville n.º 2
Pinckneyville No. 2 (en inglés: Pinckneyville No. 2 Precinct) es un distrito electoral ubicado en el condado de Perry en el estado estadounidense de Illinois. En el Censo de 2010 tenía una población de 785 habitantes y una densidad poblacional de 25,87 personas por km².

## Geografía
Según la Oficina del Censo de los Estados Unidos, Pinckneyville No. 2 tiene una superficie total de 30.34 km², de la cual 29.54 km² corresponden a tierra firme y (2.65%) 0.8 km² es agua.

## Demografía
Según el censo de 2010, había 785 personas residiendo en Pinckneyville No. 2. La densidad de población era de 25,87 hab./km². De los 785 habitantes, Pinckneyville No. 2 estaba compuesto por el 97.2% blancos, el 0.89% eran afroamericanos, el 0.13% eran amerindios, el 1.02% eran asiáticos, el 0% eran isleños del Pacífico, el 0.13% eran de otras razas y el 0.64% pertenecían a dos o más razas. Del total de la población el 1.78% eran hispanos o latinos de cualquier raza.